# Kiss & Hug From a Happy Boy

## Oversigt
Kiss and Hug from a Happy Boy er det femte studiealbum af den danske kunstner Lars H.U.G. Albummet markerer en stilændring for H.U.G., der bevæger sig mod jazz, soul og eksperimentel pop. Oprindeligt var albummet tænkt som et elektronisk inspireret projekt i samarbejde med Cutfather og Soulshock, men det ændrede retning mod jazz, da H.U.G. mødte bandet Once Around The Park. Udgivelsen modtog ros for sin musikalske dybde og sofistikerede lyd. Sangen "Backwards" har gæstevokal fra den svenske sangerinde Lisa Ekdahl og er blevet en evergreen i Danmark og Skandinavien.

## Medvirkende Musikere
- Lars H.U.G.: Vokal, guitar
- Anders Christensen: Bas
- Michael Finding: Trommer
- Rune Funch: Guitar
- Nikolaj Torp: Hammondorgel & piano
- Lisa Ekdahl: Vokal på "Backwards"
- Ole Hansen: Trompet
- Ture Larsen: Trombone
- Nis Toxværd: Alt- & baritonsaxofon
- Nikolai Schultz: Tenorsaxofon & fløjte
- Kasper Tranberg: Flygelhorn
- Peter Bastian: Fagot & klarinet
- Henrik Bolberg: Trompet
- Steen Hansen: Trombone
- Jesper Dukholt: Tenorsaxofon
- Sara Wallewik: Violin
- Lotte Wallewik: Viola
- Henrik Brendstrup: Cello
- Mads Vinding: Kontrabas
- Albert Campos, Steven Cameron, Peaches Lavon, Nanna Lüders, Me, She & Her, Bobo Moreno, Stig Kreutzfeldt, Marie Carmen Koppel, Povl Kristian: Backing vocals
- Jacob Andersen: Percussion
- Christoffer Sonne: Trommer på "Waterfall"
- Niels Tuxen: Steelguitar på "Thanksgiving Man"
- Morten Grønvad: Pauker

## Produktion
- Engineering & Mix: Peter Mark
- Mastering: Eliasson Tocano
- String & Woodwind Arrangements: Ole Hansen
- Horn Arrangements: Ole Hansen & Ture Larsen

## Trackliste
1. Thanksgiving Man (H.U.G. / H.U.G.) - 4:09
2. Love Against Sex (H.U.G. / H.U.G.) - 4:25
3. Backwards (H.U.G. / H.U.G.) - 4:42
4. First Love in Space (H.U.G.-K.G.R. / H.U.G.) - 3:58
5. Waterfall (H.U.G. / H.U.G.) - 4:36
6. Happy Boy (H.U.G. / H.U.G.) - 4:48
7. Lovers Lane (H.U.G.-P.K.M / H.U.G.) - 4:56
8. Colorfull Love (H.U.G.-P.K.M / H.U.G.) - 3:52
9. Please Love (H.U.G. / H.U.G.) - 5:40
10. Talking Flies (H.U.G. / H.U.G.) - 4:40

## Formater
Albummet Kiss and Hug from a Happy Boy blev oprindeligt udgivet på CD og er senere blevet tilgængeligt på streamingtjenester. Det blev udgivet i en periode, hvor vinylplader var på vej ud af mainstreammarkedet, og før vinylens renæssance. Mange fans har efterspurgt en vinyludgave af albummet, men det er endnu ikke blevet udgivet i dette format.

## Priser og Udmærkelser
Ved Dansk Grammy 1997 vandt Kiss and Hug from a Happy Boy følgende priser:
- Årets Danske Album
- Årets Danske Popudgivelse
- Årets Danske Sanger til Lars H.U.G.
- Ved GAFFA Prisen 1996 vandt Lars H.U.G. og albummet følgende priser:
  - Årets danske solo artist
  - Årets danske hit for "Waterfall"
  - Årets danske album

## Musikvideoer
Der findes musikvideoer til følgende sange fra albummet:
- "Backwards" - Musikvideoen blev filmet på sættet til Niels Malmros' film Barbara, som H.U.G. og produktionsselskabet The Company Film fik lov til at låne. Se videoen her
- "First Love in Space" - Se videoen her
- "Waterfall" - Optaget på Cuba under H.U.G.'s inspirationsrejse. Se videoen her
- "Happy Boy" - Optaget på Cuba under H.U.G.'s inspirationsrejse. Se videoen her
- "Lovers Lane" - Optaget på Cuba under H.U.G.'s inspirationsrejse. Se videoen her

Dokumentaren Kiss & H.U.G. - musik, Cuba og kunst blev sendt på TV 2 den 25. april 1997 og skildrer H.U.G.'s tur til Cuba, hvor flere af musikvideoerne blev optaget.

## Merchandise
Da Kiss and Hug from a Happy Boy blev udgivet, blev der oprindeligt ikke produceret noget merchandise til albummet. Sidenhen har Lars H.U.G. dog skabt en række merchandiseprodukter, herunder T-shirts, krus og plakater, baseret på albummets artwork og inspireret af sangene på pladen. Disse produkter kan købes på hans officielle hjemmeside HUGshop

## Tour
Lars H.U.G. turnerede med albummet under navnene Lars H.U.G. and the Evergreens eller Lars VEGAS and the Evergreens når bandet Once Around The Park var med, og som Lars H.U.G. når de ikke var. Turnéen bragte dem rundt i hele Danmark og inkluderede to optrædener på Roskilde Festival i 1996 og 1997.

### Tourplan

#### 1996
- 23/6 - København, Holmen, Mindship (Lars Vegas and The Evergreens)
- 24/6 - København, Holmen, Mindship (Lars Vegas and The Evergreens)
- 25/6 - København, Holmen, Mindship (Lars Vegas and The Evergreens)
- 27/6 - Roskilde, Roskilde Festival
- 3/8 - Frederiksberg, Brønssalen (Lars Hug & Stig Møller - Abya Yala koncert)
- 9/9 - Odense, Magasinet, Brandts Passage (Lars Vegas and The Evergreens)
- 10/9 - Århus, Calcutta Club, Loppehallen (Lars Vegas and The Evergreens)
- 11/9 - Vejle, Torvehallerne, Nicolai Scenen (Lars Vegas and The Evergreens)
- 12/9 - Aalborg, Fjordmarken, Aalborg Musikfestival (Lars Vegas and The Evergreens)
- 13/9 - Ballerup, Baltoppen (Lars Vegas and The Evergreens)
- 14/9 - København, Vega (Lars Vegas and The Evergreens)

#### 1997
- 27/3: København, Copenhagen Jazzhouse (Once Around The Park - 1 sang med Hug)
- 5/4: Århus, Skandinavian Center (Lars Vegas and The Evergreens)
- 6/4: København, Vega (Lars Vegas and The Evergreens)
- 7/4: København, Vega (Lars Vegas and The Evergreens - ekstra koncert)
- 11/4: Albertslund, Forbrændingen (Lars Vegas and The Evergreens)
- 12/4: Rønne, Bornholms Musikteater (Lars Vegas and The Evergreens)
- 19/4: København, Med et Z, DR P3 (Lars H.U.G.)
- 27/6: Roskilde, Roskilde Festival (Lars H.U.G.)
- 28/6: Skagen, Skagen Festival (Lars H.U.G. & the Evergreens)
- 3/7: Silkeborg, Hede Rytmer, Indelukket (Lars H.U.G.)
- 5/7: København, 5-Øren, Amager Strandpark (Lars H.U.G.)
- 18/7: Samsø, Samsø Festival (Lars H.U.G.)
- 19/7: Odense, Amfiscenen, Brandts Klædefabrik (Lars H.U.G.)
- 23/8: København, Rådhuspladsen (Lars H.U.G. & The Blackbirds)
- 31/10: København, Cirkusbygningen, Gershwin 100 år (Lars H.U.G. m.fl.)
- 1/11: København, Cirkusbygningen, Gershwin 100 år (Lars H.U.G. m.fl.)
- 4/12: København, Base Camp Holmen (Lars H.U.G. - åbning af restaurant B.C.H.)

#### 1998
- 29/5: København, Holmen, Grøn Tour 98 (Lars H.U.G.)
- 30/5: Horsens, Dyrskuepladsen, Grøn Tour 98 (Lars H.U.G.)
- 31/5: Århus, Tangkrogen, Grøn Tour 98 (Lars H.U.G.)
- 20/6: Haderslev, Kløften Festival (Lars H.U.G.)
- 4/7: Ryomgård, Ryom Rock, Midtdjurshallen (Lars H.U.G.)
- 5/7: Ringe, Midtfyns Festival (Lars H.U.G. & The Evergreens)
- 24/7: Odense, Brandts Klædefabrik (Lars H.U.G. & The Evergreens)
- 25/7: Junget Strand, Sundsøre Musikfestival (Lars H.U.G.)
- 31/7: København, Tivoli, Plænen (Lars H.U.G.)
- 8/8: Ledreborg, Roskilde, Classic Slots Koncert (Lars H.U.G. m.fl.)
- 9/8: Ledreborg, Roskilde, Classic Slots Koncert (Lars H.U.G. m.fl.)
- 15/8: Frijsenborg, Hadsten, Classic Slots Koncert (Lars H.U.G. m.fl.)
- 16/8: Frijsenborg, Hadsten, Classic Slots Koncert (Lars H.U.G. m.fl.)

## Eksterne Links
For mere information, besøg HUGshop eller HUG-Info.